# Teenage Mutant Ninja Turtles III: Radical Rescue
Teenage Mutant Ninja Turtles III: Radical Rescue (вышла в Европе под названием Teenage Mutant Hero Turtles III: Radical Rescue, а в Японии под названием Teenage Mutant Ninja Turtles 3: Turtles Kiki Ippatsu (яп. Teenage Mutant Ninja Turtles 3: タートルズ危機一発)) — компьютерная игра, разработанная Konami и выпущенная в 1994 году для Game Boy. Эта третья игра про Черепашек-ниндзя выпущенная на Game Boy, являющееся продолжением предыдущих частей. Игрок начинает игру за Микеланджело, который должен спасти остальных черепах вместе со Сплинтером и Эйприл О’Нил.

## Игровой процесс
В отличие от предыдущих игр серии, данная часть представляет собой так называемую метроидванию. В начале игрок контролирует Микеланджело который должен спасти остальных черепашек, прежде чем сможет использовать их. Каждая черепашка обладает уникальными способностями необходимыми для продвижения по уровню и прохождения игры. Игроку предстоит победить пять боссов.

## Оценки прессы
| Иноязычные издания | Иноязычные издания                                                                 |
| Издание            | Оценка                                                                             |
| ------------------ | ---------------------------------------------------------------------------------- |
| AllGame            | 3 из 5 звёзд · 3 из 5 звёзд · 3 из 5 звёзд · 3 из 5 звёзд · 3 из 5 звёзд           |
| GamePro            | 4,5 из 5 звёзд · 4,5 из 5 звёзд · 4,5 из 5 звёзд · 4,5 из 5 звёзд · 4,5 из 5 звёзд |

Американский журнал GamePro оценил игру на 4,5 звезды из пяти, похвалы удостоились качественные спрайты, музыка и звуковые эффекты, а также интуитивное управление. Рецензент заключил, что данная игра способна превратить любого в фаната Черепашек-ниндзя. Сайт Allgame оценил игру на 3 из пяти звёзд.